# 곽동훈 (야구인)
곽동훈(郭東勳, 1981년 7월 13일 ~ )은 전 KBO 리그 삼성 라이온즈의 투수이다.

## 삼성 라이온즈 시절
2005년 대불대학교를 졸업하고 삼성 라이온즈의 2차 5순위 지명을 받았으나 지명받은 후 병역 비리 사건에 연루되었다. 이로 인해 이듬해 입단 계약금이 삭감되면서 삼성 라이온즈에 입단하자마자 곧바로 현역(포병)으로 복무해야 했다. 제대한 후 2008년 처음으로 1군 경기에 등판하게 되었으나, 1군 무대에서는 평균자책 4.91이라는 저조한 성적으로 7경기밖에 등판하지 못했다. 윤성환의 친구이기도 하다. 2009년 2군 남부리그 방어율 1위를 기록하였다. 2010년에는 2군 남부리그 다승왕에도 올랐으나, 1군에는 모습을 드러내지 않았다. 직구 최고 구속이 140km 초반에 그쳐 1군에서는 좋은 모습을 보여 주지 못하고 있다. 그러다가 2011년 시즌 후 보류명단에서 제외된 뒤, 2013년까지 팀에서 전력분석관으로 일했다.
2014년 스포츠인텔리전스에 입사하여 에이전트로 변신한 그는 삼성 시절부터 친하게 지내 온 오승환의 전담 매니저로 활동 중이다.

## 출신 학교
- 감천초등학교
- 부산대신중학교
- 부산공업고등학교
- 대불대학교

## 통산 성적
| 연도 | 소속 | 평균 자책 | 경기 | 승리 | 패전 | 세이브 | 이닝 | 피안타 | 4사구 | 탈삼진 | 실점 | 자책점 | 비고 |
| ---- | ---- | --------- | ---- | ---- | ---- | ------ | ---- | ------ | ----- | ------ | ---- | ------ | ---- |
| 2008 | 삼성 | 4.91      | 7    | 0    | 0    | 0      | 11   | 9      | 6     | 3      | 6    | 6      |      |